# Bill Shankly
William Shankly, mais conhecido como Bill Shankly OBE (Glenbuck, 2 de setembro de 1913 – Liverpool, 29 de setembro de 1981), foi um futebolista e treinador escocês.
Fora um dos principais treinadores da história do futebol inglês, tendo feito grande sucesso no Liverpool, onde ficaria durante quinze temporadas. Grande frasista e apaixonado pelo futebol, teria declarado durante sua carreira:
| “ | Algumas pessoas acreditam que futebol é questão de vida ou morte. Fico muito decepcionado com essa atitude. Eu posso assegurar que futebol é muito, muito mais importante | ” |

## Carreira

### Jogador
Nascido em Glenbuck, Shankly seguiria os mesmos passos que seu tio materno (assim como seus irmãos), Bob Blyth, e se tornaria um futebolista. Tendo iniciado sua carreira atuando em pequenas equipes locais, defenderia seu primeiro clube profissional aos dezesseis anos, através do pequeno Partick Thistle da capital escocesa. Foram apenas três temporadas no clube, tendo acertado em seguida com o Carlisle United, do futebol inglês. Neste, permaneceu menos ainda: uma temporada. Dezesseis partidas na Inglaterra foram o suficiente para se transferir para o Preston North End.
No Preston, que era uma das principais equipes inglesas na época, conquistaria seu único título na carreira: a Copa da Inglaterra de 1938 (também fora finalista na edição anterior, mas acabaria perdendo). Se aposentaria com 36 anos, após mais de vinte anos dentro das quatro linhas, tendo atuando em mais de trezentas partidas pelo Preston. Seriam mais partidas, mas Shankly, assim como todos os outros futebolistas europeus na época, fora prejudicado pela Segunda Guerra Mundial, na qual esteve através da Força Aérea Britânica. Ainda pelo clube, também chegaria a defender a Seleção Escocesa em dez oportunidades, sendo cinco oficiais.

### Treinador
No mesmo ano de sua aposentadoria dos campos, iniciava sua carreira como treinador. Seu primeiro clube fora o Carlisle United, sua ex-equipe na época de jogador, que disputava agora a terceira divisão inglesa. Apesar de não conseguir nenhuma conquista dentro de campo, Shankly introduziria uma visão mais profissional na administração do clube. Após duas temporadas, acabaria não acertando um novo contrato e seguiria para o Grimsby Town.
No novo clube, encontraria uma equipe em decadência, tendo acumulado dois rebaixamentos nas últimas quatro temporadas. Shankly acabaria reconstruindo a equipe e, logo em sua primeira temporada, fizera uma campanha incrível e, com belas atuações, levava cerca de vinte mil torcedores ao estádio por partida. Contundo, o vice-campeonato alcançado não foi o suficiente para o acesso. Nas temporadas seguintes, acabaria não conseguindo os mesmos resultados e, com um elenco envelhecido, pediria demissão no início de 1954. Posteriormente, afirmaria que o Grimsby foi o melhor time que viu desde o fim da Segunda Guerra.
Acertaria em seguida com o Workington. Neste, livraria em sua primeira temporada a equipe do rebaixamento na terceira divisão regional, e conseguiria na seguinte um honroso oitavo lugar. Acabaria deixando o clube no final de 1955. Em seguida, a pedido de um antigo companheiro de Preston, o técnico Andy Beattie, foi tentar recuperar o Huddersfield Town de uma grave crise. Porém, acabaria inicialmente comandando a equipe reserva, tendo apenas algum tempo depois assumido a equipe principal. Logo que assumiu, levaria dois garotos para a equipe principal: Denis Law, futuro ídolo do futebol escocês, e Ray Wilson, que se tornaria importante na época do título mundial da Inglaterra. Em suas quatro temporadas no clube, onde sofreria com a falta de ambição da diretoria, não conseguiria grandes resultados. Por conta disso, aceitaria uma proposta do então presidente do Liverpool, T.V. Williams, para assumir o comando do clube.
No Liverpool, o qual seria seu clube pelos próximos quinze anos, sofreria inicialmente. O clube disputava pela sétima temporada consecutiva a segunda divisão inglesa, e Shankly conseguiria o acesso para a elite inglesa apenas em sua terceira temporada no clube (ficaria em terceiro nas duas primeiras tentativas e conquistaria o título com o acesso), após a chegada de importantes atletas, como Gordon Milne, Ian St. John e Ron Yeats. Após a conquista, recebido com honras pelo conselho do Liverpool, o comandante perguntou se eles estavam satisfeitos apenas com a promoção, declarando em seguida:
| “ | Da próxima vez que voltar aqui, nós teremos vencido a Liga principal | ” |

Porém, acabaria não conseguindo conquistar o título logo de início. Precisaria de mais uma temporada na primeira divisão, após a oitava posição na temporada de retorno para conquistar o título inglês. Já na seguinte, mesmo com um sétimo lugar, conquistaria o título da Copa da Inglaterra. E, novamente na seguinte, conquistaria o bicampeonato inglês. Também chegaria a ser finalista da Recopa Europeia mas perderia por 2 x 1 para o Borussia Dortmund.
Nas próximas cinco temporadas, porém, não conquistaria nenhum título. Ainda assim, a pior colocação no inglês seria um quinto lugar. O tempo sem conquistas fora importante para o clube, pois Shankly montaria o maior esquadrão da história do Liverpool, com a chegada de importantes atletas, como Kevin Keegan, Emlyn Hughes, Ray Clemence, John Toshack e Steve Heighway, personagens históricos do clube. Contando ainda com a saída de alguns veteranos, a nova equipe do Liverpool conquistaria seu primeiro título em 1972–73, vencendo o campeonato inglês, o qual, segundo Shankly, seria o mais saboroso, pois ele teve que reconstruir a equipe. Ainda na mesma temporada, conquistaria a Copa da UEFA. Acabaria deixando o clube na temporada seguinte, após a vitória por 3 x 0 sobre o Newcastle United na final da  Copa da Inglaterra.
Acabaria decidindo por abandonar a carreira para se dedicar à família, mas ainda assim continuaria frequentando os treinamentos do clube, que agora era comandado por Bob Paisley, sendo ainda chamado pelos atletas de "chefe". O choque de autoridade com Paisley acabaria causando um desconforto e incomodando a diretoria, que o baniu dos treinamentos. Mesmo banido dos treinamentos, continuaria assistindo as partidas. Shankly ficaria magoado pela forma que o trataram depois da aposentadoria. Conforme os seus sentimentos, era mais bem recebido por rivais, como Everton e Manchester United, do que em Anfield. Acabaria falecendo poucos dias depois de completar 68 anos, em decorrência de um ataque cardíaco.

## Títulos

### Como jogador
Preston North End
- Copa da Inglaterra: 1937—38

### Como treinador
Liverpool
- Campeonato Inglês - 2ª Divisão: 1961—62
- Campeonato Inglês: 1963—64, 1965—66 e 1972—73
- Supercopa da Inglaterra: 1964, 1965 e 1966
- Copa da Inglaterra: 1964—65 e 1973—74
- Liga Europa da UEFA: 1972—73

### Campanhas de destaque
Liverpool
- Recopa Europeia: 1965—66 (vice-campeão)
- Campeonato Inglês: 1968—69 e 1973—74 (vice-campeão)
- Copa da Inglaterra: 1970—71 (vice-campeão)
- Supercopa da Inglaterra: 1971 (2° lugar)